# Валерій Висоцький

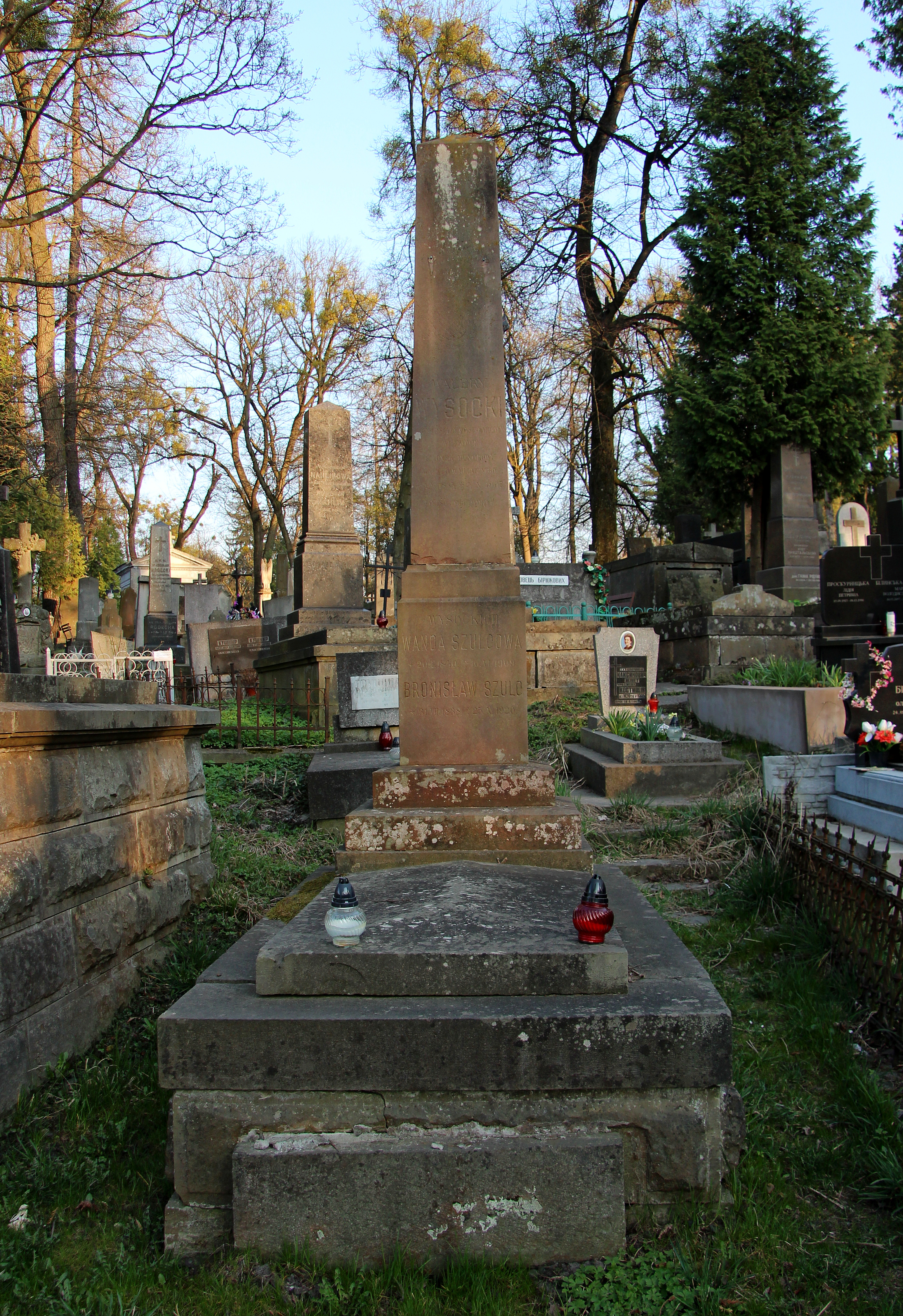

Вале́рій Висо́цький (пол. Walery Wysocki; 4 червня 1835, Радомсько — 12 жовтня 1907, Львів) — польський оперний співак (бас) і музичний педагог.

## Біографія
Валерій Висоцький здобув освіту в Варшавській консерваторії. Згодом він навчався в Франческо Ламперті. Оперний дебют Висоцького відбувся в Одесі. Від 1860 року він виступав у Варшаві. Виступав він також в Італії: міланському театрі «Ла Скала» й у Турині.
Від 1868 року Висоцький мав викладацьку практику в Варшаві. 1885 року він став професором Варшавської консерваторії. З-поміж учнів Валерія Висоцького є багато відомих вокалістів, серед яких зокрема Адам Дідур, Соломія Крушельницька, Хелена Рушковська-Збоїнська, Яніна Королевич-Вайдова, Олександр Мишуга, Модест Витошинський та інші. Висоцький розробив свою власну методику співу, де особливої уваги надавалось розвиткові дикції.
Помер 12 жовтня 1907 року у Львові. Похований на Личаківському цвинтарі, поле № 69.